# 熊召政
熊召政（1953年12月—），男，湖北英山人，中国诗人、作家，第六届茅盾文学奖得主，现任中国文联全委会委员。

## 生平
早年参过军，下过乡，22岁起担任英山县文化馆创作辅导干部。
1973年，发表第一首长诗《献给祖国的歌》。1979年，创作政治抒情诗《请举起森林一般的手，制止！》，后获1979-1980年中国首届中青年优秀新诗奖。
1981年，调入湖北省任专业作家至今。1984-1986年，任《长江文艺》副主编。1985-1989年，担任湖北省作家协会副主席，其间曾入武汉大学首届作家班学习两年。
1993年，开始创作的四卷本长篇历史小说《张居正》。
2005年4月，以全票通过荣获第六届茅盾文学奖第一名。
2013年9月，他的82幅书法作品在湖北省图书馆展出，这是其书法作品首次公开出展。

## 作品

### 诗歌诗集
- 《献给祖国的歌》（1973）
- 《请举起森林一般的手，制止！》（1979）
- 《魔瓶》（1990）

新诗集
- 《在深山》（1982）
- 《瘠地上的樱桃》（1983）四川人民出版社
- 《为少女而歌》（1985）
- 《南歌》1995年作家出版社
- 《召政诗》2005年四川文艺出版社
- 《拥抱北方》2014年崇文书局

旧体诗词集
- 《闲人诗稿》2005年四川文艺出版社
- 《闲庐诗稿》（2009）
- 《闲庐诗稿》2011年故宫出版社

### 长篇小说和小说集
长篇小说
- 《酒色财气》1989年四川文艺出版社
- 《张居正》全四卷，长江文艺出版社
  - 第一卷《木兰歌》（1999年出版）
  - 第二卷《水龙吟》（2000年出版）
  - 第三卷《金缕曲》（2001年出版）
  - 第四卷《火凤凰》（2002年出版）
- 《大金王朝》全四卷，长江文艺出版社
  - 第一卷《北方的王者》（2015年出版）
  - 第二卷《擒龙的骑士》（2016年出版）
  - 第三卷《逊位的皇帝》（2019年出版）
  - 第四卷《崩塌的帝国》（2019年出版）

中短篇小说集
- 《醉汉》（2005）

### 散文集
- 《禅游》1994年作家出版社
- 《灯花笑梦红》（2005）
- 《问花笑语》2007年重庆出版社
- 《文明的远歌》（2011）
- 《闲庐谈艺录》2012年西安出版社
- 《踏遍青山人未老》2012东方出版中心
- 《闲庐序跋集》2015年武汉大学出版社
- 《闲庐赋记》2015陕西师范大学出版社
- 《文人的情怀——讲演录》2015陕西师范大学出版社
- 《汉语的世界——讲演录》2017陕西师范大学出版社
- 《文人的贵族精神——文化讲谈录》中国友谊出版公司
- 《山自在水如来——生活随笔集》中国友谊出版公司

历史随笔
- 《青山自在红》（2005）
- 《看了明朝不明白》2006年广东人民出版社
- 《去明朝看风景》2008年中华书局
- 《闲庐文抄》（2009）
- 《明朝帝王师》2010年紫禁城出版社
- 《史诗墨象》（2010）
- 《楚人入秦记》2011西安出版社
- 《醉里挑灯看剑》2013年人民文学出版社
- 《长安自古帝王都》2018年

### 书法
- 《湖北省图书馆新馆落成记》（2013），镌刻于省图书馆南门大理石背面。

## 主要荣誉
- 1979－1980年中国首届中青年优秀新诗奖。
- 2002年《张居正》相继获得湖北省屈原文学奖与湖北省政府图书奖。
- 首届姚雪垠长篇小说奖（2003）。
- 2005年4月以全票通过荣获第六届茅盾文学奖第一名，10月湖北省人民政府授予他"湖北省特殊贡献奖"称号。
- 2006年获得湖北省五一劳动奖章。

## 争议
2009年4月28日作家野夫撰文《是非恩仇二十年——熊召政和我必须面对的末日审判》，文中描述自己因同情参与“六四事件”抗议的學生而退出警界，後參與掩護民運人員，被武汉市公安局与當時好友熊召政合作设局诱捕，被以泄漏国家机密罪判刑6年。熊召政曾想在电话中跟野夫和解，但后者表示在熊召政没有说明当时细节的情况下，不会宽恕。熊召政随后接受记者访问时说，现在还不到说的时候，表示会在恰当的时间谈这件事情，谈到对野夫的看法其表示，“文人很容易放大自己”。
2024年调查记者柴静在YouTube专栏发布报道《柴静访谈野夫“六四告密案”》再次把此事推到前台。同日播出的与熊召政的跟踪采访《柴静访“六四告密案”当事人 茅盾文学奖得主熊召政》中熊召政没有正面回应，认为“现在还不是谈的时候”“究竟谁是陷害者，告密者，现在，我认为，至少，我不想讲这些。因为我不是，我也不需要辩解什么。”